# 盧蒂 (密蘇里州)
盧蒂（英語：Lutie）是位於美國密蘇里州歐扎克縣的非建制地區。

## 歷史
盧蒂的郵局於1893年設立，其後於1960年停運。

## 地理
盧蒂所處的海拔為高於海平面275米（即902英呎），而該地所採用的時區為UTC-6，即北美中部時區（CST）。同時該地設有夏令時間，為UTC-6調快一小時，即UTC-5（CDT）。